# Ioan Chidioșan
Ioan Chidioșan (n. 1856, Beiuș, județul Bihor – d. 1938, Beiuș, județul Bihor) a fost un deputat în Marea Adunare Națională de la Alba Iulia, organismul legislativ reprezentativ al „tuturor românilor din Transilvania, Banat și Țara Ungurească”, cel care a adoptat hotărârea privind Unirea Transilvaniei cu România, la 1 decembrie 1918.:pp.101-102

## Biografie
Ioan Chidioșan a absolvit patru clase primare.

## Activitatea politică

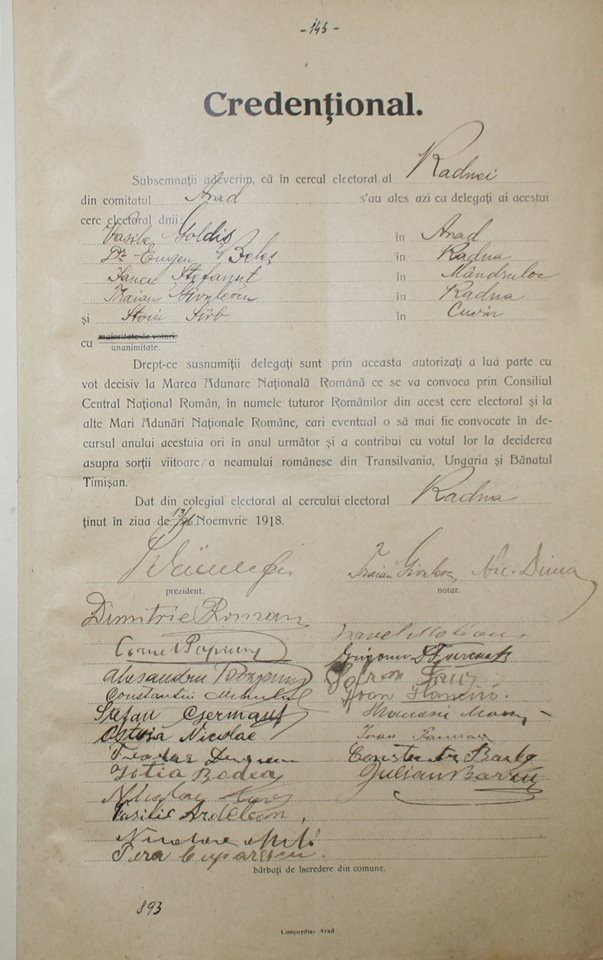
Credențional

A fost ales delegat al Reuniunii Meseriașilor români din Beiuș la Marea Adunare Națională de la Alba-Iulia, unde a votat unirea Ardealului cu România, la 1 decembrie 1918.